# ハーマン・コーエン
ハーマン・コーエン（Herman Cohen、1925年8月27日 - 2002年6月2日）は、アメリカ合衆国の脚本家、映画プロデューサー。

## 作品
- 狂気のいけにえ
- 地底の原始人・キングゴリラ
- 姿なき殺人
- 赤い野獣
- 巨大猿怪獣
- 黒死館の恐怖
- 怪物を造る男
- 怪人女ドラキュラ
- 怪人フランケンシュタイン/生きかえった死体
- 心霊移植人間
- 荒野の宿敵
- ロボット大襲来
- 顔